# Araucaria rulei
Araucaria rulei  es una especie de conífera perteneciente a la familia Araucariaceae. En endémica de Nueva Caledonia. Está considerada en peligro de extinción por la pérdida de hábitat. 

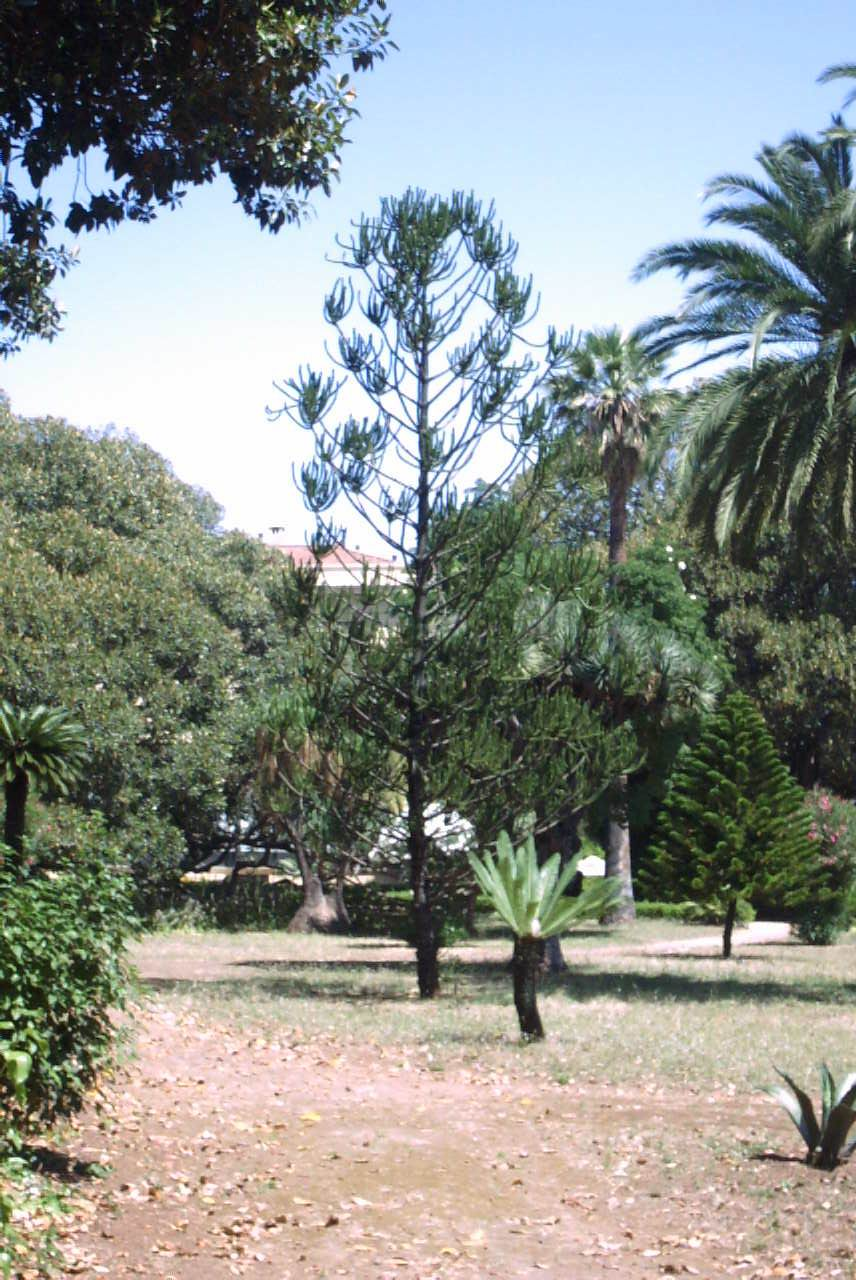
Vista de la planta

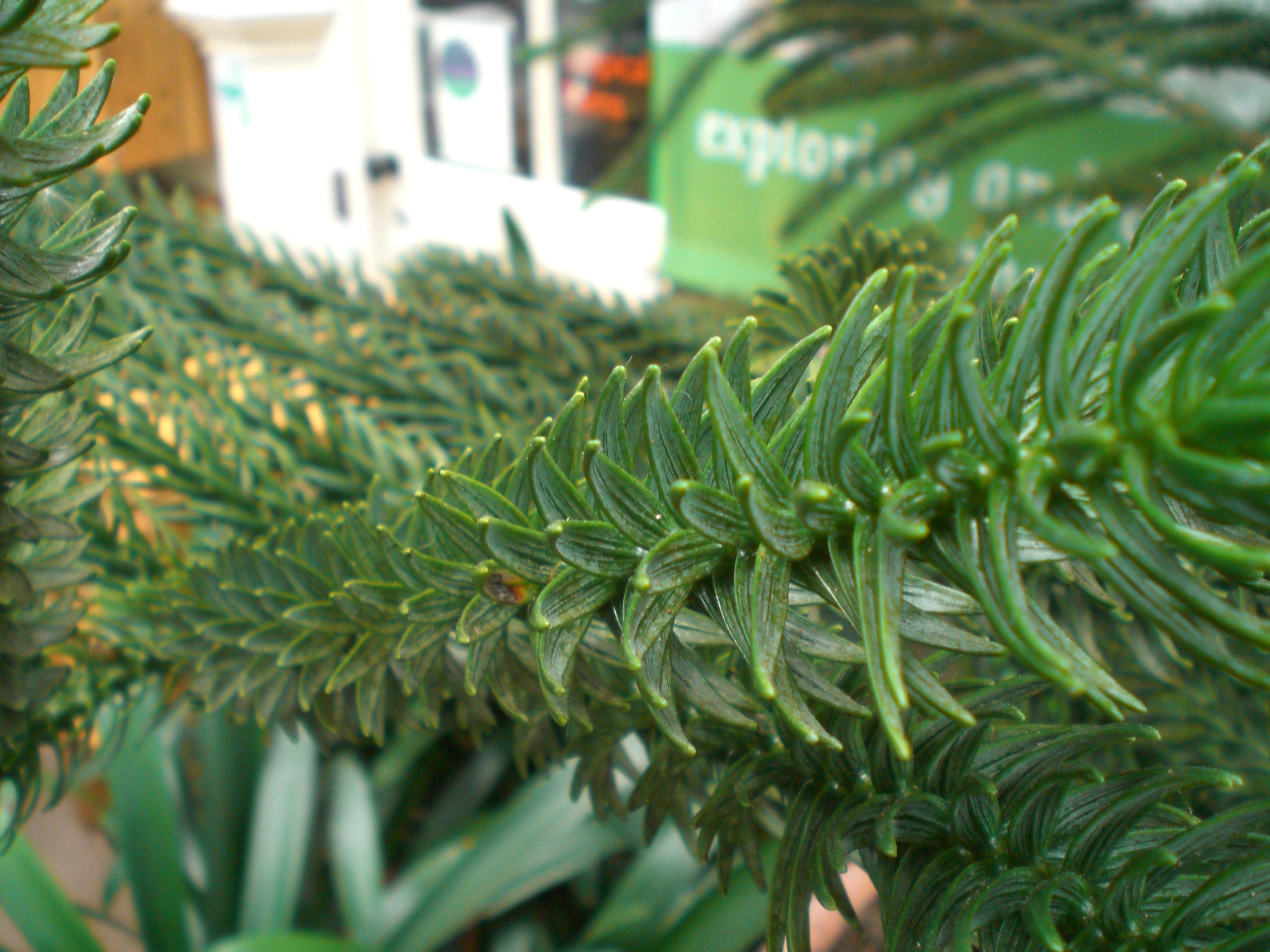
Detalle de la planta

Hojas

## Descripción
Es un árbol que alcanza un tamaño de 30 m de altura, con una corona en forma de araña. La corteza de color marrón oscuro, exfoliante en tiras finas o ramas escamosas. Las ramas juveniles dísticas. Ramillas adultas de 2-2,5 cm de diámetro, en cuerdas de látigo largas. La hoja juvenil estrecha, como escama, curvada,. Las adultas bruscamente agudas similar  a  escamas, de color verde oscuro, torcidas, imbricadas, lanceoladas, nervio central prominente, curvado el ápice, de 2-2.5 cm de largo por 1.1 a 1.4 cm de ancho. El cono cilíndrico de 13 cm de largo por 30 mm de ancho, escamas triangulares, 15 sacos de polen, el cono hembra de 12 cm de largo por 8 cm de ancho; brácteas erectas, de forma triangular y 15 mm de largo con una base amplia. Semillas de 3 cm de largo, la nuez con una punta alargada, alas ovadas. La germinación es epigeal.

## Hábitat
Araucaria rulei tiene una distribución amplia pero discontinua en Nueva Caledonia. La mayoría de las subpoblaciones se concentran en torno al monte Boulinda y Paéoua en el noroeste o en el Canala y el área de Poro en la costa central del noreste. Se encuentra a una altitud de 400 a 800 metros, limitándose a los suelos de serpentina, que tienen a menudo níquel, en el matorral maquia. Los árboles están, por lo general, dispersos y rara vez forman masas densas.

## Taxonomía
Araucaria rulei fue descrita por Ferdinand von Mueller y publicado en Essay on the plants collected by Mr. Eugene Fitzalan, during Lieut. Smith's expedition to the estuary of the Burdekin 18, en el año 1860.
Etimología
Araucaria: nombre genérico geográfico que alude a su localización en Arauco.
rulei: epíteto
Sinonimia
- Araucaria excelsa var. goldieana (T.Moore) Raffill
- Araucaria goldieana T.Moore
- Araucaria rulei var. compacta (Carrière) L.H.Bailey
- Araucaria rulei var. goldieana (T.Moore) Mast.
- Araucaria rulei var. polymorpha (Carrière) L.H.Bailey
- Araucaria van-gaertii Dallim. & A.B.Jacks.
- Eutacta rulei (F.Muell.) Carrière
- Eutacta rulei var. compacta Carrière
- Eutacta rulei var. polymorpha Carrière[4]